# Charles Beasley
Charles P. "Charlie" Beasley (Shawnee, Oklahoma, 23 de agosto de 1945 - McKinney, Texas,11 de abril de 2015) fue un jugador de baloncesto estadounidense que disputó cuatro temporadas en la ABA. Con 1,96 metros de estatura, jugaba en la posición de escolta.

## Trayectoria deportiva

### Universidad
Jugó tres temporadas con los Mustangs de la Universidad Metodista del Sur, en las que promedió 15,4 puntos y 4,5 rebotes por partido, acabando su carrera como tercer máximo anotador de la historia del equipo en ese momento. En sus dos últimas temporadas fue incluido en el mejor quinteto de la Southwest Conference.

### Profesional
Fue elegido en la septuagésima cuarta posición del Draft de la NBA de 1967 por Cincinnati Royals, y en el draft de la ABA por los Indiana Pacers, pero acabó fichando por los Dallas Chaparrals.
En su primera temporada se convirtió en el mejor lanzador de tiros libres de la liga, al lograr un 87,2% de eficacia. Fue además su mejor temporada como profesional, al promediar 13,3 puntos y 3,8 rebotes por partido.
Poco antes de terminar la temporada 1970-71 fue despedido, fichando por The Floridians, con los que acabaría la misma disputando cinco partidos, en los que promedió 2,2 puntos.

## Estadísticas de su carrera en la ABA

### Temporada regular
| Temporada | Edad | Equipo            | Liga | Pos. | P   | TIT | MIN  | TC  | TCA | %TC  | 3P  | 3PA | %3P  | 2P  | 2PA | %2P  | TL  | TLA | %TL  | R.OF. | R.DEF. | REB | ASIS | ROB | TAP | PER | FP  | PTS  |
| 1967-68   | 22   | Dallas Chaparrals | ABA  | SG   | 78  |     | 38.1 | 4.8 | 9.7 | .493 | 0.0 | 0.2 | .231 | 4.8 | 9.6 | .498 | 3.7 | 4.2 | .872 |       |        | 3.8 | 3.7  |     |     | 2.4 | 2.6 | 13.3 |
| 1968-69   | 23   | Dallas Chaparrals | ABA  | SG   | 75  |     | 22.9 | 2.9 | 6.7 | .435 | 0.0 | 0.2 | .067 | 2.9 | 6.5 | .446 | 2.1 | 2.6 | .839 | 0.3   | 1.8    | 2.1 | 2.8  |     |     | 1.7 | 2.1 | 8.0  |
| 1969-70   | 24   | Dallas Chaparrals | ABA  | SG   | 80  |     | 26.9 | 3.7 | 8.3 | .438 | 0.2 | 0.9 | .264 | 3.4 | 7.4 | .459 | 2.9 | 3.3 | .882 | 0.4   | 2.2    | 2.6 | 3.5  |     |     | 2.2 | 2.8 | 10.4 |
| 1970-71   | 25   | TOTAL             | ABA  | SG   | 48  |     | 10.6 | 1.2 | 2.8 | .419 | 0.1 | 0.5 | .269 | 1.0 | 2.3 | .455 | 0.8 | 1.0 | .816 | 0.3   | 0.7    | 1.0 | 1.7  |     |     | 0.9 | 1.4 | 3.4  |
| 1970-71   | 25   | Texas Chaparrals  | ABA  | SG   | 43  |     | 11.3 | 1.2 | 2.9 | .416 | 0.2 | 0.6 | .292 | 1.0 | 2.3 | .446 | 0.9 | 1.1 | .830 | 0.3   | 0.7    | 1.0 | 1.9  |     |     | 1.0 | 1.6 | 3.5  |
| 1970-71   | 25   | The Floridians    | ABA  | SG   | 5   |     | 4.6  | 1.0 | 2.2 | .455 | 0.0 | 0.4 | .000 | 1.0 | 1.8 | .556 | 0.2 | 0.4 | .500 | 0.0   | 0.2    | 0.2 | 0.4  |     |     | 0.2 | 0.4 | 2.2  |
| Total     |      |                   | ABA  |      | 281 |     | 26.1 | 3.4 | 7.4 | .456 | 0.1 | 0.4 | .238 | 3.2 | 6.9 | .470 | 2.6 | 3.0 | .864 | 0.3   | 1.7    | 2.5 | 3.1  |     |     | 1.9 | 2.3 | 9.4  |

### Playoffs
| Temporada | Edad | Equipo            | Liga | Pos. | P  | TIT | MIN  | TC  | TCA  | %TC  | 3P  | 3PA | %3P  | 2P  | 2PA  | %2P  | TL  | TLA | %TL  | R.OF. | R.DEF. | REB | ASIS | ROB | TAP | PER | FP  | PTS  |
| 1967-68   | 22   | Dallas Chaparrals | ABA  | SG   | 8  |     | 43.1 | 6.9 | 14.4 | .478 | 0.0 | 0.3 | .000 | 6.9 | 14.1 | .487 | 4.5 | 5.4 | .837 |       |        | 2.5 | 3.5  |     |     | 3.0 | 3.4 | 18.3 |
| 1968-69   | 23   | Dallas Chaparrals | ABA  | SG   | 7  |     | 28.3 | 3.1 | 7.6  | .415 | 0.1 | 0.7 | .200 | 3.0 | 6.9  | .438 | 2.4 | 3.3 | .739 |       |        | 1.9 | 3.4  |     |     | 2.4 | 1.9 | 8.9  |
| 1969-70   | 24   | Dallas Chaparrals | ABA  | SG   | 5  |     | 22.0 | 3.6 | 7.2  | .500 | 0.2 | 0.8 | .250 | 3.4 | 6.4  | .531 | 1.6 | 1.8 | .889 |       |        | 2.0 | 4.6  |     |     | 1.0 | 3.6 | 9.0  |
| 1970-71   | 25   | Texas Chaparrals  | ABA  | SG   | 3  |     | 15.0 | 1.3 | 4.7  | .286 | 0.3 | 2.3 | .143 | 1.0 | 2.3  | .429 | 0.7 | 1.0 | .667 | 0.3   | 2.0    | 2.3 | 1.7  |     |     | 0.3 | 2.7 | 3.7  |
| Total     |      |                   | ABA  |      | 23 |     | 30.3 | 4.3 | 9.5  | .454 | 0.1 | 0.8 | .167 | 4.2 | 8.7  | .480 | 2.7 | 3.4 | .808 | 0.3   | 2.0    | 2.2 | 3.5  |     |     | 2.0 | 2.9 | 11.5 |